# Buellia tyrolensis
Buellia tyrolensis är en lavart som beskrevs av Körb. Buellia tyrolensis ingår i släktet Buellia och familjen Physciaceae.   Inga underarter finns listade i Catalogue of Life.